# Ледяной демон
«Ледяной демон» — российский фильм ужасов, снятый режиссёром Иваном Капитоновым в 2021 году. Сценаристом и продюсером фильма стал Святослав Подгаевский. Премьера фильма состоялась 28 октября 2021 года.

## Сюжет
Действие происходит в небольшом провинциальном городке на севере России. Девушка Ксюша почти не помнит своего отца, который пропал в горах десять лет назад, и
живёт с матерью и отчимом. Спустя десять лет тело пропавшего отца находят в горах вместе с двумя туристками. При этом одна из туристок замёрзла насмерть, а
вторая необъяснимым образом обморозилась до чёрного состояния тела. Но, ко всеобщему удивлению, пропавший Матвей не был мёртв, а находился в глубокой коме.
Несмотря на мнение специалиста, настаивавшего на изучении уникального случая в истории медицины, Таня, мать Ксюши, решает забрать из больницы домой своего теперь уже бывшего мужа, который находится в коме и подключён к кислородному аппарату. Ксюша начинает замечать, что с возвращением отца в доме появилась какая-то демоническая сила, которая начинает влиять на поведение всех членов семьи.

## В ролях
- Ольга Ломоносова — Таня
- Алексей Розин — Миша
- Глеб Калюжный — Семён
- Алина Бабак — Ксюша
- Игорь Хрипунов — Фёдор
- Александра Черкасова — Вера
- Лера Холодная — медсестра
- Андрей Марусин — Матвей
- Анастасия Грибова — Аля
- Евгений Зайнетдинов — патрульный

## Производство
Съёмки фильма проходили в Ленинградской области (в районе Выборга, в посёлке Комарово), а также на берегу Финского залива.
Выход фильма на экраны, а также его прокатная судьба были всерьёз ограничены введёнными в России запретами в связи с эпидемией ковида.

## Критика
Тимур Алиев в своей рецензии, опубликованной на сайте «Киноафиша», полностью раскритиковал фильм, назвав его «страшно плохим» и что «при просмотре этого русского хоррора будет чаще всего смешно, чем страшно». Также он заметил, что «красочный монстр, изображённый на постере фильма, не появляется в кадре ни на одну секунду». Реплики героев фильма он тоже раскритиковал, сказав что «от них веет плохо прописанным юмором, который вроде как должен разбавлять гнетущую атмосферу приближающегося несчастья, но на деле работает по прямому назначению». В конце своей рецензии критик заявил, что «хуже всего то, что создатели настолько уверены в своих способностях испугать неискушенного зрителя, что решили оставить в финале задел для продолжения истории, не поставив точку в судьбе некоторых персонажей».